# Rentonium chilense
Rentonium chilense là một loài bọ cánh cứng trong họ Trogossitidae. Loài này được Crowson miêu tả khoa học năm 1970.